# Буддійська медитація
Буддійська медитація — в широкому сенсі, це сукупність методів фізичного і духовного самовдосконалення, пов'язаних з трьома групами практик Вісімкового шляху. У вузькому сенсі, під буддійською медитацією розуміється «культивування» (бхавана), що складається з практики самоспостереження смріті, концентрації уваги (самадхі і дх'яни) та інтуїтивного прозріння (праджні) істинності основ буддійського вчення.
Буддійська медитація — це узагальнююча умовна назва, якою європейські вчені позначають основні духовні практики, націлені на
досягнення головних цілей буддійської культури: звільнення від сансари, досягнення нірвани, набуття стану аргата і Будди, любові, співчуття, незворушності та інших подібних станів. Термін «медитація» є недостатньо точним, оскільки має узагальнюючий характер: його використовують при перекладі десятків доктринальних понять з безлічі мов, і ним позначають цілий ряд духовних практик, які належать до кількох стадій та рівнів складності при роботі зі свідомістю (дх'яна, самадхі, віпасана, шаматха, самапатті і т. д.).
Базові техніки медитації, описані у доступних для нас стародавніх буддійських джерелах, одержали подальший розвиток і були багаторазово модифіковані протягом століть при передачі від вчителів до учнів.
Буддійська медитація включає в себе безліч медитаційних технік, спрямованих на розвиток уважності, концентрації, умиротворення і прозріння. Буддисти використовують медитацію як один із способів досягнення просвітлення і нірвани.

## Етимологія
Буддійська медитація — це практика  медитації в  Буддизмі. Найближчі слова для медитації в класичних мовах буддизму — це бгавана ("розвиток розуму") та дг'яна

## Можливий вплив до-буддійської Індії
Сучасні буддистські дослідження намагалися реконструювати практики медитації раннього буддизму, здебільшого за допомогою філологічних і текстуальних методів, використовуючи ранні канонічні тексти.
Згідно з індологом Йоганнесом Бронкгорстом, «вчення Будди, представлене в ранньому каноні, містить низку суперечностей» , представляючи «різноманітні методи, які не завжди узгоджуються між собою», і містять «погляди та практики, які іноді приймаються, а іноді відкидаються». Ці суперечності виникають через вплив небуддистських традицій на ранній буддизм. Один з прикладів цих небуддистських медитативних методів, знайдений у ранніх джерелах, описаний Бронкгорстом:
Вітаккасантхана Сутта з Маджджхіма Нікаї та її паралелі в китайському перекладі рекомендують практикуючому монаху «стримувати свою думку розумом, придушувати і стирати її». Ті ж самі слова використовуються в інших місцях  Палійського канону (у Махасаччака Сутті, Бодгіраджакумара Сутті та Сангарава Сутті), щоб описати марні спроби Будди до його просвітлення досягти визволення способом джайнів. За словами Бронкгорста, такі практики, що базуються на «пригніченні активності», не є автентичними буддистськими, але пізніше були запозичені від джайнів буддійською спільнотою.
Двома основними традиціями медитативної практики в до-буддистській Індії були аскетичні практики джайнів та різноманітні ведичні брахманічні практики. Досі триває велика дискусія в буддистських дослідженнях щодо того, який вплив ці дві традиції мали на розвиток ранньої буддистської медитації. Ранні буддистські тексти згадують, що Будда Гаутама тренувався у двох вчителів, відомих як Алара Калама і Уддака Рамапутта, обидва з яких навчали  дг'ян без форми (або ментальних поглянень) . Alexander Wynne вважає цих осіб історичними особами, пов'язаними з доктринами ранніх Упанішад .  Інші практики, які Будда здійснював, були пов'язані з аскетичною традицією джайнів індологом Йоганнесом Бронкгорстом, зокрема екстремальне голодування та зусилля в «медитації без дихання». Згідно з ранніми текстами, Будда відкинув більш екстремальні аскетичні практики джайнів на користь  серединного шляху.

## Досектарний буддизм

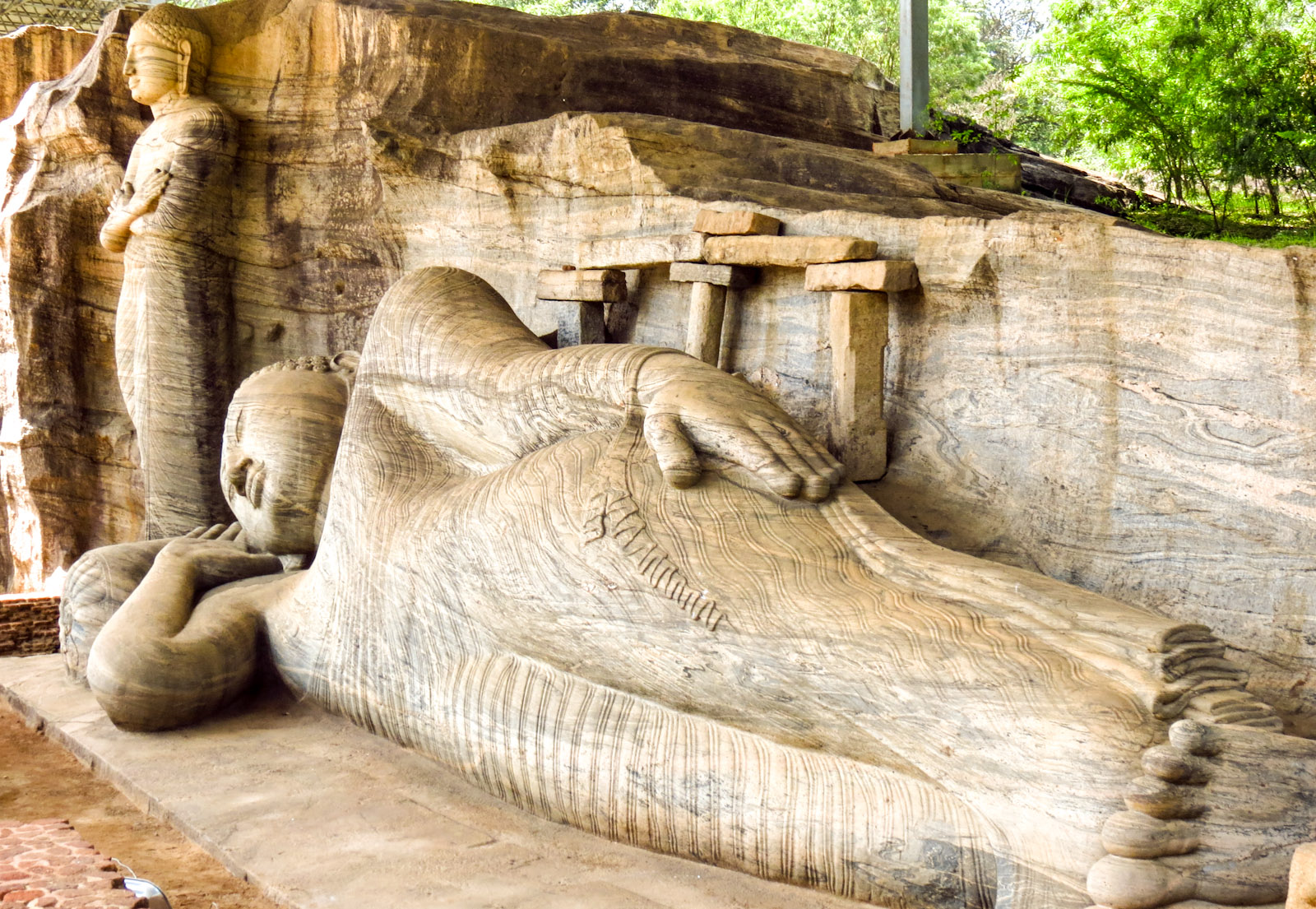
Рання буддійська традиція також навчала інших медитаційних поз, таких як поза стоячи та поза лева, виконувана лежачи на одному боці.

Ранній буддизм, який існував до розвитку та поділу на школи, називається досектарним буддизмом. Його техніки медитації описані в Палійському каноні та китайських аґамах.

### Підготовчі практики
Медитації та спогляданню передують підготовчі практики. Як описано у Благородному вісімковому шляху, правильні погляди призводять до відмови від світського життя та переходу до життя мандрівного монаха. Сіла, моральність, включає настанови правильної поведінки. Стримування почуттів і правильне зусилля, тобто чотири правильні зусилля, є важливими підготовчими практиками. Стримування почуттів означає контроль реакції на чуттєві сприйняття, не піддавання хтивості та відразі, а натомість просте усвідомлення об'єктів сприйняття такими, як вони є. Правильне зусилля спрямоване на запобігання виникненню нездорових станів (свідомості) і створення благотворних станів. Дотримуючись цих підготовчих кроків і практик, розум майже природно налаштовується на досягнення дг'яни.

### Саті/Смріті(усвідомленість)
Важливою якістю, яку має розвивати буддійський медитатор, є усвідомленість (саті). Усвідомленість – це багатозначний термін, який стосується запам'ятовування, пригадування та «утримування в розумі». Це також пов’язано з пам’яттю про вчення Будди та розумінням того, як ці вчення співвідносяться з власним досвідом. Буддійські тексти згадують різні види практики усвідомленості.
Палійська Сатіпаттана сутта та її паралелі, а також численні інші ранні буддійські тексти перелічують чотири об’єкти (сатіпаттани), на яких встановлюється усвідомленість: тіло (включаючи чотири елементи, частини тіла та смерть); відчуття (ведана); свідомість (чітта); і явища або принципи (дгамми), такі як п’ять перешкод і сім факторів просвітлення. Різні ранні тексти наводять різні переліки цих чотирьох практик усвідомленості. Медитація на цих об’єктах, як зазначається, розвиває прозріння.
За словами Бронкгорста, спочатку існували два види усвідомленості: «спостереження положень тіла» та чотири сатіпаттани – «встановлення усвідомленості», які становили формальну медитацію. Бгікку Суджато і Бронкгорст обидва стверджують, що усвідомленість положень тіла (що називають «ясним усвідомленням») спочатку не була частиною формули чотирьох сатіпаттхан, але пізніше була додана до неї в деяких текстах.
Бронкгорст (1985) також стверджує, що найдавніша форма Сатіпаттхана сутти містила лише спостереження нечистих частин тіла в контексті усвідомленості тіла, а усвідомленість дхамм спочатку зводилася до спостереження семи факторів пробудження. Реконструкція Суджато подібним чином залишає лише споглядання нечистого під усвідомленістю тіла, тоді як до усвідомленості дхамм включає лише п’ять перешкод і сім факторів пробудження. За словами Analayo, усвідомленість дихання, ймовірно, була відсутня в початковій схемі, оскільки легко споглядати розкладання тіла іншої людини, але "усвідомлювати" дихання (іншої людини).
За словами Gregorz Polak чотири упассани неправильно зрозуміли в буддійській традиції, що розвивалася, включаючи Тгераваду, як чотири різні основи. На думку Polak, чотири упассани не відносяться до чотирьох різних основ, які слід усвідомлювати, а є альтернативним описом дг'ян, що описує, як заспокоюються самскари:
- шість  основ сприйняття, які потрібно усвідомлювати (каяанупассана);
- споглядання ведан, які виникають при контакті між основами сприйняття та їх об'єктами (ведананупассана);
- змінені стани свідомості, до яких веде ця практика (чіттанупассана);
- розвиток: внаслідок подолання п’яти перешкод, перехід до семи факторів просвітлення (дхамманупассана).

## Відмінні риси буддійської медитації
Основну проблему визначення специфіки буддійської медитації буддологи бачать в тому, що буддійська форма медитативної практики, з одного боку, виникла на основі брахмансько-шраманської йоги, а з іншого боку, вона займає центральне місце в буддійській сотеріології. Саме буддійська медитація вважається в релігієзнавстві тим новим елементом, який Будда Шак'ямуні вніс в релігійне життя Індії.
У деяких буддійських джерелах стверджується, що архат (буддійський святий) може здійснювати будь-які злочини і при цьому не осквернятися (тобто не накопичувати неблагу карму)[джерело?]. Європейські дослідники побачили в таких твердженнях схожість з «білявою бестією»,[джерело?] або надлюдиною Ніцше, що перебуває «по ту сторону добра і зла». Інша точка зору полягає в тому, що подібне розуміння має поверхневий характер, так як архат знаходиться «по той бік добра і зла» не з власної аморальності, а, навпаки, тому, що він досяг вищої моральної досконалості, при якому всі його думки, слова і вчинки стають добрими автоматично, без будь-яких зусиль з його боку. Надзвичайно важлива риса буддійського вчення полягає в тому, що, хоча моральна поведінка і не є самоціллю для його послідовників, воно все ж являє собою невід'ємну і присутню на всіх етапах релігійного шляху складову частину програми порятунку.
Буддійський шлях порятунку являє собою сукупність моральних норм, психотехніки та певних теоретичних уявлень. Відповідно до палійської традиції, вони позначаються наступними поняттями: «культура поведінки», «культура психіки», «культура мудрості». Кожна з даних категорій специфікується в безлічі матрик (термінологічних списків, забезпечених числовою індексацією). В європейській буддологічній літературі «культура поведінки» зазвичай називається етикою, а «культура психіки» і «культура мудрості» часто об'єднуються в понятті «буддійська медитація». Згідно з буддійським вченням, успіх медитації можливий тільки при дотриманні моральної чистоти медитуючого, тому «культура поведінки» служить підготовчим етапом медитації. Цьому етапу відповідають наступні ланки вісімкового шляху: правильна дія, правильна мова і правильний спосіб життя.
Буддійська чеснота включає в себе чотири рівня етичних настанов:
1. Правила поведінки для звичайних мирян, збігаються з нормами морального кодексу давньоіндійського суспільства. Головні з них — п'ять заповідей (панча шила): «не убий», «не вкради», «не прилюбодій», «не бреши», «не оп'яняй себе».
2. Правила зовнішньої поведінки для членів буддійської громади.
3. Загальні методи самотренінгу, спрямовані на досягнення членами громади різних рівнів порятунку.
4. Методи самотренінгу за програмою досягнення вищої мети буддійської сотеріології — стану аргата. Четвертий рівень являє собою сукупність попередніх трьох рівнів плюс реалізацію головних буддійських доктрин чотирьох благородних істин, вісімкового шляху і усунення афектів.

Перші три рівня мають багато спільного з методами тренування брахманістських і шраманських громад. Четвертий же є повністю буддійським нововведенням.
Унікальна буддійська точка зору на духовний шлях полягає в тому, що будь-яка людина може досягти Просвітлення власними зусиллями без опори на сліпу віру.
У буддійській літературі поняття «буддійська медитація» вживається у двох основних значеннях: широкому і вузькому. У широкому сенсі цей термін є синонімом всієї сукупності різноманітних методик фізичного і духовного самовдосконалення, у вузькому сенсі — як позначення всіх методів споглядання (bhavana).
Буддійська медитація у вузькому сенсі (бхавана) включає в себе практику «самовладання» (смріті), практику концентрації (самадхі) і практику мудрості (праджня), інакше звану віпасана. Саме віпасана являє собою головну складову буддійської медитації. Віпасана — це інтенсивне розуміння, яке надає проникнення в глиб речей. Згідно з раннього буддизму, істинна природа речей — це дхарми (найпростіші елементи буття). У буддійській медитації шаматха і віпасана доповнюють один одного, але якщо шаматха націлена на очищення свідомості від усіх його колишніх об'єктів, то віпасана забезпечує перекодування реальності в термінах буддійського вчення, тобто виробляє звичку бачити і мислити дискретно (розкладати реальність на дгарми-елементи).
Для планомірної перебудови психіки в ранньому буддизмі були створені різні класифікації дгарм. Спочатку вони представляли собою керівництва з медитації і лише згодом, у період розвитку різних буддійських шкіл, стали предметом теоретичного розгляду. За словами Е. Конзе, «теорія дгарм — це, по суті, техніка медитації».